# Volkenschwand
Volkenschwand là một đô thị thuộc huyện Kelheim, bang Bayern, Đức.